# Kościół św. Jacka w Borze Zapilskim
Kościół parafialny pw. św. Jacka – zabytkowy kościół znajdujący się w Borze Zapilskim w gminie Wręczyca Wielka, powiecie kłobuckim, województwie śląskim. Parafia św. Jacka w Borze Zapilskim-Czarnej Wsi należy do dekanatu blachowieńskiego archidiecezji częstochowskiej.
Świątynia znajduje się na szlaku architektury drewnianej województwa śląskiego.

## Historia
Parafia w Borze Zapilskim-Czarnej Wsi została wydzielona z parafii w Truskolasach 1 września 1919 roku. Od razu przystąpiono do prac związanych z postawieniem kościoła. Budowę świątyni, według projektu architekta Stefana Szyllera, zakończono w 1921 roku. Konsekracja kościoła miała miejsce 1 października 1921 roku.
Obiekt wpisano do rejestru zabytków w 2020 roku (nr rej. A/729/2020).

## Architektura i wyposażenie
Kościół usytuowany na granicy miejscowości Czarna Wieś i Bór Zapilski. Drewniany, wybudowany w konstrukcji zrębowej na podmurówce, oszalowany deskami. Kościół 3-nawowy w układzie pseudobazylikowym. Prezbiterium wydłużone zamknięte trójbocznie. Do prezbiterium przylegają dwa symetryczne pomieszczenia: zakrystia i kaplica. Po bokach nawy znajdują się dwie kaplice, również trójbocznie zamknięte. Wejście do kościoła poprzez prostokątną kruchtę. Dachy kościoła są zróżnicowane, dwuspadowe, naczółkowe i półszczytowe. W kalenicy usytuowana jest czworoboczna sygnaturka z latarnią i baniastym hełmem. Elewacje wzbogacają szczyty zdobione deskami układanymi „w jodełkę”. Wnętrze przekryte stropami belkowymi. Nawy wydzielone drewnianymi słupami z mieczami.
W kościele zachowane wyposażenie z lat 20. XX wieku, w tym ołtarz główny św. Jacka oraz ołtarze boczne św. Józefa i Matki Boskiej Częstochowskiej.